# Kirsti Lay
Kirsti Lay (7 aprile 1988) è un'ex pistard e ciclista su strada canadese, medaglia di bronzo nell'inseguimento a squadre ai Giochi olimpici di Rio de Janeiro 2016.

## Palmarès

### Pista
- 2015

Milton International Challenge, Inseguimento a squadre (con Allison Beveridge, Laura Brown e Jasmin Glaesser)
Giochi panamericani, Inseguimento a squadre (con Allison Beveridge, Annie Foreman-Mackey e Stephanie Roorda)
1ª prova Coppa del mondo 2015-2016, Inseguimento a squadre (Cali, con Allison Beveridge, Jasmin Glaesser e Stephanie Roorda)

### Strada
- 2017

1ª tappa Cascade Cycling Classic (Passo McKenzie)

#### Altri successi
- 2014

Classifica scalatrici Tour of California

## Piazzamenti

### Competizioni mondiali
- Campionati del mondo su pista

St-Quentin-en-Yv. 2015 - Inseg. a squadre: 3ª
Londra 2016 - Inseg. a squadre: 2ª
Hong Kong 2017 - Inseg. a squadre: 6ª
Hong Kong 2017 - Inseg. individuale: 7ª
- Campionati del mondo su strada

Bergen 2017 - In linea Elite: 74ª
- Giochi olimpici

Rio de Janeiro 2016 - Inseguimento a squadre: 3ª

### Competizioni continentali
- Campionati panamericani su pista

Città del Messico 2013 - Inseguimento individuale: 9ª
Santiago 2015 - Inseguimento a squadre: 2ª
Santiago 2015 - Inseguimento individuale: 4ª
Santiago 2015 - Corsa a punti: 7ª
- Giochi panamericani

Toronto 2015 - Inseguimento a squadre: vincitrice
Toronto 2015 - In linea: 29ª